# Pietro Braido
Pietro Braido SDB (* 12. September 1919; † 11. November 2014) war ein römisch-katholischer Ordenspriester, Theologe und Pädagoge.
Pietro Braido trat der Ordensgemeinschaft der Salesianer Don Boscos bei und empfing am 6. Juli 1947 die Priesterweihe. Er war Emeritus für die Geschichte des Katechismus und der Pädagogik an der Päpstlichen Universität der Salesianer in Rom, deren Rektor er von 1974 bis 1977 war.
Er galt als profunder Kenner des Lebens von Johannes Bosco (Don Bosco).

## Schriften
- Pietro Braido: Esperienze di Pedagogia Cristiana nella Storia, 1981
- Pietro Braido: Il Sistema Preventivo nella educazione della Gioventu, 1985
- Pietro Braido, Jose Manuel Prellezo Garcia: L’Impegno dell’educare: Studi in Onore di Pietro Braido Promossi dalla Facolta di Scienze dell’educazione dell’Universita Pontificia Salesiana, 1991
- Pietro Braido: Don Bosco Educatore: Scritti e Testimonianze, 1997
- Pietro Braido: Prevenire Non Reprimere: Il Sistema Educativo di Don Bosco, 1999
- Pietro Braido: Junge Menschen ganzheitlich begleiten. Das pädagogische Anliegen Don Boscos. Aus dem Ital. übers. v. Reinhard Helbing, München (Don Bosco) 1999 (Original: L’esperienza pedagogica di D.B., Roma 1988)
- Pietro Braido: Don Bosco prete dei giovani nel secolo delle libertà, 2 Bde. (= Istituto Storico Salesiano Roma. Studi 20/21), Rom (LAS) 2003